# خورخي إي. غالان
خورخي إي. غالان (بالإنجليزية: Jorge E. Galán) (بالإسبانية: Jorge Enrique Galán) هو عالم أحياء دقيقة وعالم وعالم أحياء أرجنتيني وأمريكي، ولد في 19 أكتوبر 1956 في Pellegrini, Buenos Aires ‏ في الأرجنتين.